# Baltic Open
Baltic Open — жіночий тенісний турнір, що проводиться з 2019 року в Національному тенісному центрі Лєлупе в Юрмалі. У календарі WTA туру  він замінив  Moscow River Cup. Ігри проходять на відкритих кортах із червоним ґрунтовим покриттям.
Призовий фонд складає  250 тисяч доларів США. В основній сітці одиночного розряду  32  тенісистки, а парного  — 16 пар.

## Фінали

### Одиночний розряд
| Рік  | Чемпіонка           | Фіналістка     | Рахунок       |
| ---- | ------------------- | -------------- | ------------- |
| 2019 | Анастасія Севастова | Катаржина Кава | 3–6, 7–5, 6–4 |

### Парний розряд
| Рік  | Чемпіонки                   | Фіналістки                        | Рахунок               |
| ---- | --------------------------- | --------------------------------- | --------------------- |
| 2019 | Шерон Фічман Ніна Стоянович | Олена Остапенко Галина Воскобоєва | 2–6, 7–6(7–1), [10–6] |